# Witnekboomtimalia
De witnekboomtimalia (Stachyris leucotis) is een boomtimalia uit het geslacht Stachyris en de familie Timalia's (Timaliidae). De vogel komt voor in vooral heuvellandbos in het westen van de Indische Archipel.

## Herkenning
De witnekboomtimalia is 15 cm lang. Opvallende kenmerken aan deze verder saai gekleurde, bruine boomtimalia zijn de licht roodbruine vlek op het voorhoofd, een witte wenkbrauwstreep, grijze "wangen", een zwarte kraag en keel met witte spikkels in het zwart.

## Verspreiding en leefgebied
De witnekboomtimalia heeft een ruim verspreidingsgebied waarbinnen drie ondersoorten worden onderscheiden:
- S. e. leucotis (Het schiereiland Malakka)
- S. e. sumatrensis (Sumatra)
- S. e. obscurata (Borneo)

De vogel komt voor in tropisch heuvellandbos tot op 1000 m boven de zeespiegel, met een voorkeur voor bos op steile hellingen.

## Status
De witnekboomtimalia heeft een groot verspreidingsgebied en daardoor is de kans op de status kwetsbaar (voor uitsterven) beperkt. De grootte van de populatie is niet gekwantificeerd. De witnekboomtimalia is schaars en het leefgebied wordt bedreigd door houtkap, bosbranden en omzetting van bos in agrarisch gebied. Om deze redenen staat deze boomtimalia als gevoelig op de Rode Lijst van de IUCN.